# Мери Джо Пътни
Мери Джо Пътни (на английски: Mary Jo Putney) е американска писателка, авторка на бестселъри в жанровете исторически, съвременен и паранормален любовен роман. Пише и фентъзи под псевдонима М. Дж. Пътни (M J Putney).

## Биография и творчество
Мери Джо Пътни е родена през 1946 г. в щат Ню Йорк, САЩ. Завършва Университета на Сиракюз с бакалавърска степен по английска филология. Специализира и промишлен дизайн. След дипломирането си работи промишлен и графичен дизайнер в Калифорния и като художествен редактор на списание The New Internationalist в Лондон и живее в Оксфорд. През 1980 г. се установява в Балтимор, където стартира собствен малък бизнес за графичен дизайн като прави лога и брошури за фирми.
След закупуване на първия си компютър на 31 декември 1985 г. решава да опита да пише. Първият ѝ традиционен регентски любовен роман The Diabolical Baron от поредицата „Семейство Девънпорт“ е публикуван през 1987 г. Той има успех, а тя веднага получава договор за още три книги, след което изцяло се посвещава на писателската си кариера. Вторият роман от поредицата The Rake and the Reformer е удостоен с престижната награда РИТА за исторически регентски любовен роман.
В следващите години е автор на над 40 любовни романа. Книгите ѝ съдържат психологическа дълбочина и третират теми като алкохолизма, смъртта в семейството и домашното насилие. Много от произведенията ѝ са в списъците на бестселърите на „Ню Йорк Таймс“. Романите ѝ The Spiral Path и Stolen Magic са били в Топ 10 на Американската библиотечна асоциация. През 1994 г. романът ѝ Dancing on the Wind от поредицата „Паднали ангели“ също е удостоен с наградата РИТА за най-добър дълъг любовен роман.
Удостоена е с две награди за цялостно творчество на исторически любовни романи от списание Romantic Times. Получава четири награди Golden Leaf и награда за цялостно творчество от Асоциацията на писателите на Ню Джърси. През 2013 г. получава награда „Нора Робъртс“ за цялостно творчество от Асоциацията на писателите на любовни романи на Америка.
Мери Джо Пътни не е омъжена, няма деца, и живее в Томпсън, близо до Балтимор.

## Произведения

### Самостоятелни романи
- Lady of Fortune (1988)
- Carousel of Hearts (1989)
- Dearly Beloved (1990)
- Uncommon Vows (1991)
- The Rake (1998)
Прелъстителят, изд.: ИК „Ибис“, София (2013), прев. Диана Кутева
- In Our Dreams (1998) – с Барбара Къмингс, Патриша Гарднър Еванс, Рут Глик, Къртни Хенке, Мери Кърк, Кори Макфаден, Линда Лейл Милър, Патриша Потър и Сюзън Уигс
- The Marriage Spell (2006)

### Серия „Семейство Девънпорт“ (Davenport Family)
1. The Diabolical Baron (1987)
2. The Rake and the Reformer (1989) – награда РИТА

### Серия „Регентство“ (Regency)
1. The Would-be Widow (1988) – издаден и като The Bargain
Заложница на съдбата, изд.: ИК „Бард“, София (2009), прев.
2. The Controversial Countess (1989)
3. The Rogue and the Runaway (1990)

### Серия „Коприна“ (Silk Trilogy)
1. Silk and Shadows (1991)
2. Silk and Secrets (1992)
3. Veils of Silk (1992)

### Серия „Паднали ангели“ (Fallen Angels)
1. Thunder and Roses (1993) – издаден и като Fallen Angel
Неприлично предложение, изд.: ИК „Ирис“, София (2000), прев. Даниела Забунова
2. Petals in the Storm (1993)
Коварната Марго, изд.: „Хермес“, Пловдив (1996), прев. Мария Хаджимитева, Вяра Тодорова
Падналите ангели, изд.: ИК „Ирис“, София (2000), прев. Славянка Мундрова
3. Dancing on the Wind (1994) – награда РИТА
4. Angel Rogue (1995)
Измамник с ангелско лице, изд.: Хермес, Пловдив (19986), прев. Пепа Стоилова
Ангелът мошеник, изд.: ИК „Ирис“, София (2001), прев. Лиляна Минкова
5. Shattered Rainbows (1996)
Защото вярваш в любовта, изд.: ИК „Ирис“, София (2001), прев. Ваня Пенева
6. River of Fire (1996)
7. One Perfect Rose (1997)
Розата и херцогът, изд.: ИК „Бард“, София (2001), прев. Красимира Матева

### Серия „Булка“ (Bride)
1. The Wild Child (1998)
Дивачката, изд.: ИК „Бард“, София (2000), прев. Диана Кутева
2. The China Bride (2000)
3. The Bartered Bride (2002)

### Серия „Приятелски кръг“ (Circle of Friends)
1. The Burning Point (2000) – издаден и като Stirring the Embers
2. The Spiral Path (2002) – издаден и като Phoenix Falling
3. Twist of Fate (2003) – издаден и като An Imperfect Process
4. A Christmas Fling (2013) – издаден и като A Holiday Fling

### Серия „Пазителят“ (Guardian)
1. A Kiss of Fate (2004)
2. Stolen Magic (2005)
3. A Distant Magic (2007)

- The Alchemical Marriage (2004) – в Irresistible Forces

### Серия „Изгубените господари“ (Lost Lords)
1. Loving a Lost Lord (2009)
2. Never Less Than A Lady (2010)
3. Nowhere Near Respectable (2011)
4. No Longer A Gentleman (2012)
5. Sometimes a Rogue (2013)
6. Not Quite a Wife (2014)
7. Not Always a Saint (2015)
8. Once a Rebel (2017)

### Серия „Огледало на мрака“ (Dark Mirror) – като М. Дж. Пътни
1. Dark Mirror (2011)
2. Dark Passage (2011)
3. Dark Destiny (2012)

- Fallen from Grace (2011)

### Сборници
- Dashing and Dangerous (1995) – с Мери Балог, Едит Лейтън, Мелинда Макрей и Анита Милс
- Christmas Revels (2002)
- Dragon Lovers (2007) – с Джо Бевърли, Карън Харбо и Барбара Самюъл
- The Wedding of the Century (2011) – с Шарлот Федърстоун и Кристин Джеймс
- Songs of Love and Darkness (2012) – с М.Л.Н. Хановър, Лиза Тътъл и Кари Вон
- The Last Chance Christmas Ball (2015) – с Джо Бевърли и Джоана Борн